# クリストファー・オルソン
クリストファー・オルソン（スウェーデン語: Kristoffer Olsson, 1995年6月30日 - ）は、スウェーデン・ノーショーピング出身のサッカー選手。スウェーデン代表。FCミッティラン所属。ミッドフィールダー。

## 来歴

### クラブ
IK Sleipner、IFKノルシェーピンを経て、2011年にアーセナルに加入した。ユヴェントスやアヤックス、ヨーテボリからも興味を持たれていた。
2013年、プレシーズンマッチのインドネシア代表戦で初得点を記録した。同年9月25日、フットボールリーグカップ3回戦のウェスト・ブロムウィッチ・アルビオン戦でファーストチームデビューを飾った。2013-14シーズンはU-19の主将を務め、UEFAユースリーグ 2013-14で準々決勝に進出した。また、U-21でも主力としてプレーした。2014-15シーズンのプレシーズンはファーストチームに帯同し、ボレアム・ウッド戦で得点を決めた。2014年9月、デンマークのミッティランに期限付き移籍した。 同年12月、ミッティランに完全移籍した。
2017年1月31日、AIKソルナに移籍した。
2019年1月7日、FCクラスノダールに移籍。
2021年7月21日、RSCアンデルレヒトと4年契約を結んだ。

### 代表歴
2015年、U-21スウェーデン代表メンバーに選出され、UEFA U-21欧州選手権で優勝した。
2017年1月8日、フレンドリーマッチのコートジボワール代表戦でフル代表デビューを果たした。

## タイトル

### クラブ
FCミッティラン
- デンマーク・スーペルリーガ：1回
  - 2014-15

### 代表
U-21スウェーデン代表
- UEFA U-21欧州選手権：1回
  - 2015